# Finale de la Coupe du monde de football 2010
La finale de la Coupe du monde de football 2010 se déroule le 11 juillet 2010 au Soccer City à Johannesbourg et oppose l'équipe des Pays-Bas à celle de l'Espagne.
Les Espagnols l'emportent après prolongation sur le score de 1-0. Il s'agit de la première fois que l'Espagne est sacrée championne du monde de football.

## Avant-match

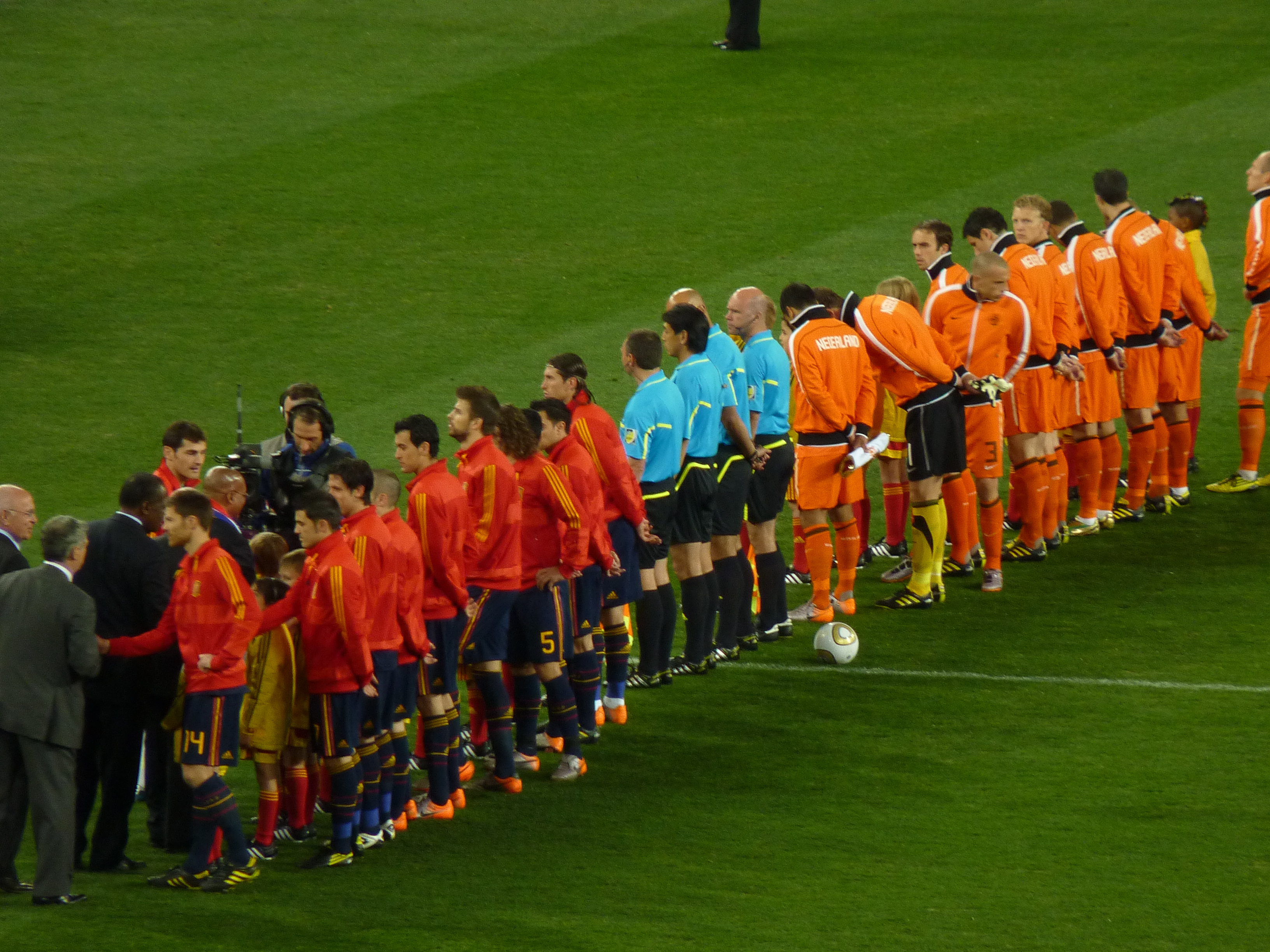
L'équipe espagnol et l'équipe néerlandaise avant le début du match

Les Néerlandais remportent la première demi-finale contre l’Uruguay par 3 buts à 2 et se qualifient pour leur troisième finale mondiale, plus de trente ans après celles perdues en 1974 et 1978. Soixante ans après avoir disputé la poule finale (unique présence dans le dernier carré jusque là), l’Espagne atteint pour la première fois de son histoire la finale de la Coupe du monde en battant l’Allemagne par 1 but à 0 en demi-finale,. C’est la sixième fois que ni l'Allemagne, ni le Brésil ne sont présents en finale de la Coupe du monde après 1930 (Uruguay – Argentine), 1934 (Italie – Tchécoslovaquie), 1938 (Italie – Hongrie), 1978 (Pays-Bas – Argentine) et 2006 (France – Italie). Cette finale voit le premier affrontement en Coupe du monde entre les deux équipes. C’est également la première finale depuis 1978 à opposer deux équipes n’ayant jamais remporté le titre. Enfin, l’Espagne et les Pays-Bas étant deux formations européennes, cette Coupe du monde est la première se déroulant hors d'Europe à être remportée par une équipe du vieux continent.
La Roja est la troisième équipe à réaliser le doublé « Euro – Coupe du monde » après la RFA dans les années 1970 (Euro 1972 – Coupe du monde 1974) et la France à la fin des années 1990 (Coupe du monde 1998 – Euro 2000).
L’anglais Howard Webb, également arbitre de la finale de la Ligue des champions cette même année, arbitre la rencontre assisté de ses compatriotes Darren Cann (en) et Michael Mullarkey. Il est le plus jeune arbitre à diriger une finale de Coupe du monde depuis Georges Capdeville en 1938.
Chacune des deux équipes a fini première de son groupe respectif au premier tour. Par la suite, les Espagnols ont successivement éliminé le Portugal, le Paraguay et enfin l’Allemagne, à chaque fois par le plus petit des scores (1-0). Les Pays-Bas ont éliminé la Slovaquie et le Brésil par 2 buts à 1 puis l’Uruguay par 3 buts à 2. Les Néerlandais réalisent un parcours sans faute avec six victoires en six matchs. Les Espagnols ont quant à eux perdu leur premier match, contre la Suisse, avant de remporter les cinq suivants.
Pour l'anecdote, le 9 juillet, Paul le poulpe « prédit » une victoire de l’Espagne dans cette finale.

## Parcours respectifs
| Class. | Équipe   | Pts | J | G | N | P | BP | BC | +/- |
| ------ | -------- | --- | - | - | - | - | -- | -- | --- |
| 1      | Pays-Bas | 9   | 3 | 3 | 0 | 0 | 5  | 1  | +4  |
| 2      | Japon    | 6   | 3 | 2 | 0 | 1 | 4  | 2  | +2  |
| 3      | Danemark | 3   | 3 | 1 | 0 | 2 | 3  | 6  | −3  |
| 4      | Cameroun | 0   | 3 | 0 | 0 | 3 | 2  | 5  | −3  |

| Class. | Équipe   | Pts | J | G | N | P | BP | BC | +/- |
| ------ | -------- | --- | - | - | - | - | -- | -- | --- |
| 1      | Espagne  | 6   | 3 | 2 | 0 | 1 | 4  | 2  | +2  |
| 2      | Chili    | 6   | 3 | 2 | 0 | 1 | 3  | 2  | +1  |
| 3      | Suisse   | 4   | 3 | 1 | 1 | 1 | 1  | 1  | 0   |
| 4      | Honduras | 1   | 3 | 0 | 1 | 2 | 0  | 3  | −3  |

## Le ballon
Le ballon Jabulani, utilisé pour cette finale, avait des bandes de couleur dorée au lieu des bandes aux 11 couleurs des autres ballons Jabulani utilisés pour les matches précédents de cette compétition. Ce ballon, fourni par l’équipementier Adidas, porte le nom de Jo'bulani, ce en référence au ballon des matchs autres que la finale, le Jabulani, mais aussi à la ville où se déroule la finale, Johannesbourg.

## Feuille de match
| Finale                                                      | Pays-Bas | 0 - 1 a. p. | Espagne                  | Soccer City, Johannesbourg                                         |                                                                    |
| 11 juillet 2010 · 20:30 (UTC+2) · Historique des rencontres |          | (0 - 0)     | 116e Iniesta (Fàbregas ) | Spectateurs : 84 490 · Arbitrage : Howard Webb · Photos du match · | Spectateurs : 84 490 · Arbitrage : Howard Webb · Photos du match · |
| 11 juillet 2010 · 20:30 (UTC+2) · Historique des rencontres | Rapport  |             |                          | Spectateurs : 84 490 · Arbitrage : Howard Webb · Photos du match · | Spectateurs : 84 490 · Arbitrage : Howard Webb · Photos du match · |

| Pays-Bas | Espagne |

| PAYS-BAS :       |    |                          |      |           |
|                  |    |                          |      |           |
| Gardien de but   | 1  | Maarten Stekelenburg     |      |           |
|                  | 2  | Gregory van der Wiel     |      | 111e      |
|                  | 3  | John Heitinga            |      | 57e, 109e |
|                  | 4  | Joris Mathijsen          |      | 117e      |
|                  | 5  | Giovanni van Bronckhorst | 105e | 54e       |
|                  | 6  | Mark van Bommel          |      | 22e       |
|                  | 7  | Dirk Kuyt                | 71e  |           |
|                  | 8  | Nigel de Jong            | 99e  | 28e       |
|                  | 9  | Robin van Persie         |      | 15e       |
|                  | 10 | Wesley Sneijder          |      |           |
|                  | 11 | Arjen Robben             |      | 84e       |
| Remplaçants :    |    |                          |      |           |
|                  | 17 | Eljero Elia              | 71e  |           |
|                  | 23 | Rafael van der Vaart     | 99e  |           |
|                  | 15 | Edson Braafheid          | 105e |           |
| Sélectionneur :  |    |                          |      |           |
| Bert van Marwijk |    |                          |      |           |

| ESPAGNE :          |    |                 |      |        |
|                    |    |                 |      |        |
| Gardien de but     | 1  | Iker Casillas   |      |        |
|                    | 3  | Gerard Piqué    |      |        |
|                    | 5  | Carles Puyol    |      | 16e    |
|                    | 6  | Andrés Iniesta  |      | 118e   |
|                    | 7  | David Villa     | 106e |        |
|                    | 8  | Xavi            |      | 120+1e |
|                    | 11 | Joan Capdevila  |      | 67e    |
|                    | 14 | Xabi Alonso     | 87e  |        |
|                    | 15 | Sergio Ramos    |      | 23e    |
|                    | 16 | Sergio Busquets |      |        |
|                    | 18 | Pedro           | 60e  |        |
| Remplaçants :      |    |                 |      |        |
|                    | 22 | Jesús Navas     | 60e  |        |
|                    | 10 | Cesc Fàbregas   | 87e  |        |
|                    | 9  | Fernando Torres | 106e |        |
| Sélectionneur :    |    |                 |      |        |
| Vicente del Bosque |    |                 |      |        |

| Assistants : Darren Cann Mike Mullarkey Quatrième arbitre : Yūichi Nishimura Cinquième arbitre : Toru Sagara Homme du Match : Andrés Iniesta |

## Déroulement du match
|                      | Pays-Bas | Espagne |
| Possession du ballon | 44 %     | 56 %    |
| Tirs cadrés          | 5        | 6       |
| Tirs non cadrés      | 8        | 12      |
| Arrêts du gardien    | 3        | 5       |
| Fautes commises      | 28       | 19      |
| Corners obtenus      | 6        | 8       |
| Hors-jeu             | 7        | 6       |
| Cartons jaunes       | 8        | 5       |
| Cartons rouges       | 1        | 0       |
| Coups francs         | 18       | 23      |

Le match commence de manière assez tendue, le jeu est pauvre et marqué par un jeu dur de la part des Néerlandais. Mark van Bommel reçoit un carton jaune pour un tacle par derrière sur Andrés Iniesta qui aurait pu valoir un rouge. Peu après, Nigel de Jong place un coup de pied sur le torse de Xabi Alonso mais bénéficie de l'indulgence de l'arbitre, qui ne lui met qu'un carton jaune, tout comme Carles Puyol, qui aurait pu prendre 3 ou 4 cartons jaunes sur l'ensemble du match et aurait dû logiquement se faire expulser pour avoir illégalement retenu Arjen Robben qui filait seul au but lors de la seconde période. En seconde période, Arjen Robben manque deux face à face avec Iker Casillas. Enfin, comme lors de la précédente Coupe du Monde, une équipe termine la prolongation à 10, car le défenseur néerlandais Heitinga se fait expulser après une faute sur Iniesta. Le score est toujours nul à la fin du temps règlementaire (0 à 0) et le match se poursuit donc.
En fin de prolongation (116e minute), Andrés Iniesta marque le seul but du match, celui de la victoire pour l'Espagne. Il dédie son but à Daniel Jarque (capitaine emblématique de l'Espanyol Barcelone mort en 2009).

## Après-match

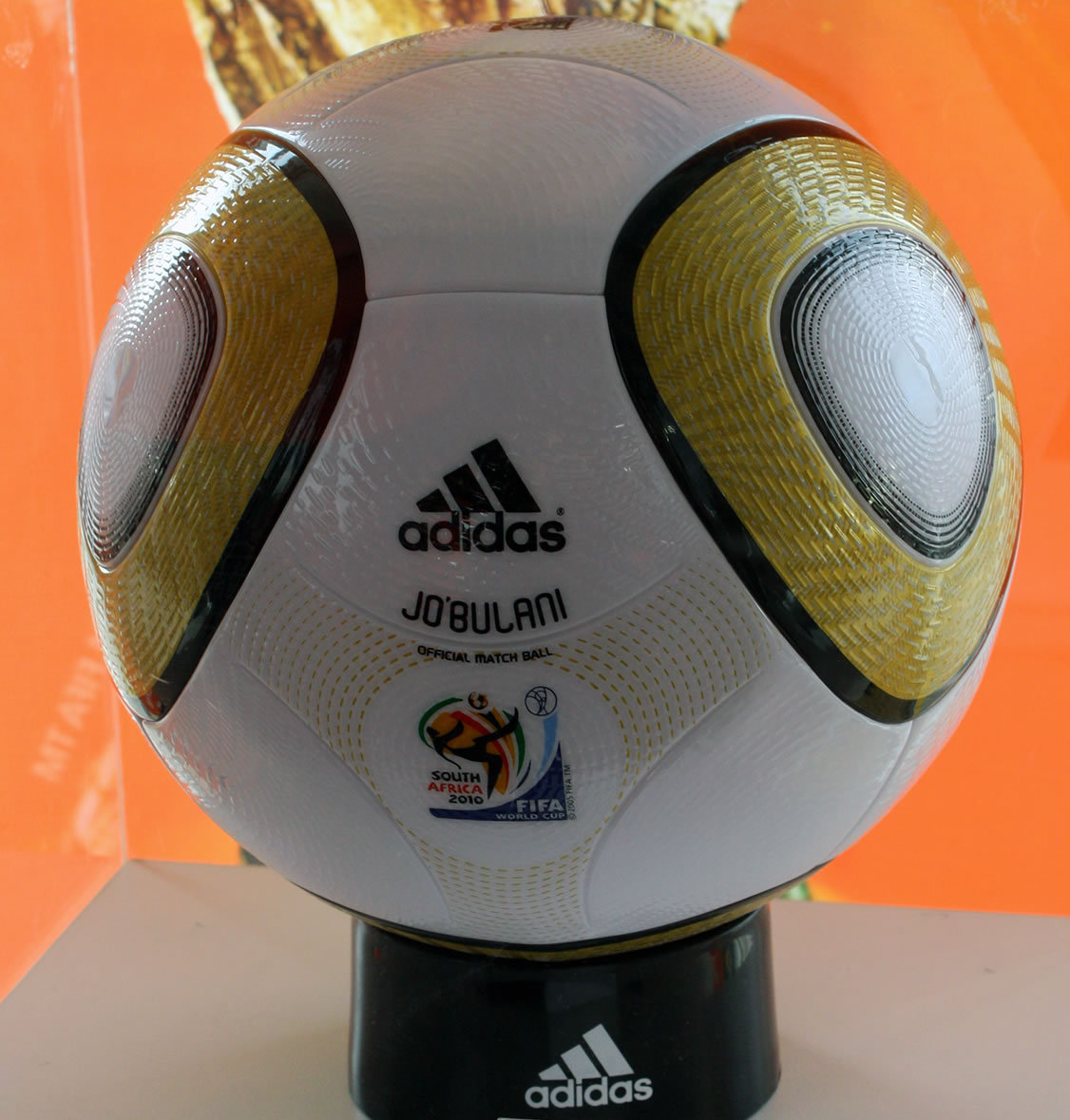
Le Jo'bulani, variante du Jabulani utilisée pour la finale.

En remportant sa première Coupe du monde, l'Espagne enchaîne chronologiquement le doublé Championnat d'Europe / Coupe du monde, soit exactement la même chose que l'Allemagne en 1972 et 1974.  Ce doublé se transformera en triplé « Euro → Mondial → Euro », après sa victoire deux ans plus tard lors de l'Euro 2012.
L'Espagne devient par la même occasion :
- la première équipe à remporter une Coupe du monde après avoir perdu son premier match du tournoi[9] (Espagne - Suisse : 0-1).
- la première équipe européenne à s'imposer hors du vieux continent.
- l'équipe championne qui a marqué le moins de buts en phase finale du mondial remporté (seulement 8 buts en sept matchs)[10].
- la 8e nation à devenir Champion du monde après le Brésil (5 titres), l'Italie (4), l'Allemagne (3), l'Uruguay (2), l'Argentine (2), l'Angleterre (1) et la France (1).
- la 3e équipe championne avec le deuxième jeu de maillots (après le Brésil en 1958 et l'Angleterre en 1966).

Ce match reste dans les annales puisque l'arbitre distribue 14 avertissements (dont un carton rouge consécutif à deux cartons jaunes), ce qui constitue un record pour une finale de Coupe du monde.
Alors que certains évoquaient l'éventualité d'une finale de revanche lors de l'Euro 2012, du fait du classement des Néerlandais à la première place au tableau FIFA en 2011, puis le retour des Espagnols en 2012 à ce rang, les Pays-Bas (successivement défaits par le Danemark, l'Allemagne et le Portugal) sont éliminés à la surprise générale au premier tour du tournoi. À la Coupe du monde 2014, les deux finalistes se retrouvent dans le même groupe au premier tour et se rencontrent en première journée : les Pays-Bas écrasent l'Espagne sur le score de 5 à 1. Les Espagnols se font alors éliminer prématurément à la suite d'une seconde défaite contre le Chili (« Humiliation de la Roja » ou « Mise à mort du système Del Bosque » sont parmi les termes employés dans les médias), tandis que les Néerlandais atteignent le stade des demi-finales et terminent sur le podium pour la deuxième fois consécutive après une victoire contre le Brésil lors du match pour la troisième place.  En 2015 a lieu un nouveau match entre les deux finalistes de 2010, que les Pays-Bas gagnent 2 à 0. Iniesta est particulièrement sifflé à l'Amsterdam Arena, mais beaucoup estiment qu'après ces deux épisodes, le petit pays plat a eu sa revanche.